# Konglomerat (ekonomia)
Konglomerat (ang. conglomerate) – w gospodarce, jest to holding, który grupuje przedsiębiorstwa z różnych gałęzi gospodarki. W tym przypadku liczy się rentowność zainwestowanego kapitału. W konglomeracie występuje ograniczony zakres wspólnych kosztów działalności operacyjnej przedsiębiorstw przy jednoczesnym przenoszeniu tych kosztów do określonych przedsiębiorstw w ramach całego konglomeratu. Przykładem notowanym na Giełdzie Papierów Wartościowych w Warszawie konglomeratu w ogólnym rozumieniu jest Grupa kapitałowa Immobile.
Szczególnym rodzajem konglomeratu jest konglomerat finansowy, regulowany przepisami szczególnymi.